# Guusje
Guusje, ook bekend als "Super Guus", is het eerste fjordenpaard dat meereed in de subtop van het Nederlandse dressuur.
Het ras waar het paard toe behoort wordt van oudsher gebruikt voor het trek- en ploegwerk op de boerderij. Eigenaresse en berijdster Jolanda Adelaar slaagde er echter in om het paard als eerste fjordenpaard van Nederland door te laten dringen tot de ZZ Licht-dressuur in de wedstrijdsport. Adelaar werd in 2008 toegelaten tot de Masterclass van NHB Deurne, waarvoor zij in 2010 slaagde. Hiermee was zij de eerste masterclassstudent die werd aangenomen met een fjordenpaard en een paard met een stokmaat onder de 1,60 m. Guusje beheerst de moeilijkste oefeningen uit de Grand Prix-dressuurproef: piaffe en passage. Adelaar mocht dit in haar Kür op muziek met Guusje demonstreren tijdens het showprogramma van de FEI-wereldbeker dressuur. Adelaar schreef en illustreerde in 2005 een rubriek over Guusje voor het ponytijdschrift Penny. In november 2006 publiceerde Adelaar het boek Guus over haar paard. Guusje heeft een fanclub met website en nieuwsbrief. Deze telt in 2009 ruim 2.500 leden.

## Kenmerken
De schofthoogte van Guusje is 1,50 m, waardoor hij zowel tot de pony's als tot de paarden gerekend kan worden. De stamboom van Guusje is onbekend. Het paard heeft weliswaar een brandmerk op de rechterbil, maar dit is onbekend en zeer onduidelijk te lezen. Ook het vermoeden dat het om een Duits fjordenbrandmerk gaat, heeft in de zoektocht naar de stamboom van het paard geen resultaat opgeleverd. Het Noorse tijdschrift Fjordhesten over fjordenpaarden wijdde er een artikel aan. Er wordt van uitgegaan dat het paard als veulen van een Duits reservaat naar Nederland is geïmporteerd. Guusjes geboortejaar is ingeschat via zijn gebit op 1994. Guusje is na de aankoop door Jolanda Adelaar gekeurd en ingeschreven bij het Nederlands Fjordenpaarden Stamboek. Guusjes stamboeknaam is "Olympic". Het paard is 100% fjord en heeft de kleur "rodblakke".

## Trainingen
Adelaar leerde het paard in 1995 en wist het paard spoedig te dresseren en reed het paard in twee jaar van B- naar de Z2-dressuur met meer dan 20 winstpunten in het Z2-dressuur. Naast dressuur reed Guusje ook L-springen en B-sgw. In 2000 werd Guusje kringkampioen in de Z2-dressuur. Het paard beheerst de piaffe, passage en kent de hoge school-oefeningen. Adelaar trad met Guusje al op op nationale en internationale paardenevenementen, waaronder tijdens de FEI-wereldbeker-dressage en als speciale gast tijdens de clinic van olympisch kampioene Anky van Grunsven in België. In 2007 was Adelaar de eerste ruiter in Nederland die met een fjordenpaard genoeg punten had om te mogen doorstromen naar het ZZ Licht-dressuur in Nederland. Sinds 2008 is Adelaar in training bij Marlies van Baalen.